# Лейлавкі-Малі
Лейлавкі-Малі (пол. Lejławki Małe, нім. Klein Grünheide) — село в Польщі, у гміні Орнета Лідзбарського повіту Вармінсько-Мазурського воєводства.
У 1975-1998 роках село належало до Ельблонзького воєводства.